# Ferdinand IV (grand-duc de Toscane)
Ferdinand de Habsbourg-Toscane (en italien : Ferdinando Salvatore Maria Giuseppe Giovanni Battista Francesco Lodovico Gonzaga Raffaele Ranerio Gennaro), né le 10 juin 1835 à Florence et mort le 17 janvier 1908 à Salzbourg, fut le dernier grand-duc de Toscane, de 1859 à 1860, sous le nom de Ferdinand IV, avant son rattachement au nouveau royaume d'Italie.
Il était le fils de Léopold II, grand-duc souverain de Toscane de 1824 à 1859, et de Marie-Antoinette de Bourbon-Siciles.

## Biographie
Dernier grand duc souverain de Toscane, il succède à son père qui abdique en juillet 1859 alors qu'il est un jeune veuf de 23 ans, père d'une petite fille, dans une Italie où, soutenue par la France de Napoléon III, la maison de Savoie affronte victorieusement l'empereur François-Joseph Ier d'Autriche, chef de la maison de Habsbourg-Lorraine, qu'il ne peut que soutenir.
Grand duc vivant en exil depuis la révolution toscane d'avril 1859, il est officiellement déchu de son trône en mars 1860, lors du rattachement par plebiscite populaire de la Toscane au nouveau royaume d'Italie.
Il s'exile à Vienne tandis que Victor-Emmanuel II de Savoie s'installe à Florence qu'il consacre capitale de l'Italie avant de prendre Rome à l'occasion de la chute de Napoléon III (en 1870), protecteur de la Ville Sainte.
Ferdinand est, avec son beau-frère, le roi de Saxe Albert Ier, un des rares amis intimes de l'empereur François-Joseph Ier. Leurs relations s'espacent quand les enfants de Ferdinand font entrer le scandale au sein de leur vie conjugale.
En 1856, Ferdinand IV épouse Anne Marie de Saxe. De cette union nait :
- Marie-Antoinette de Habsbourg-Toscane (1858-1883), qui devient chanoinesse du chapitre de Prague avec le rang de princesse-abbesse.

En 1868, Ferdinand IV épouse Alice de Bourbon-Parme (1849-1935). De cette union naissent :
- Léopold-Ferdinand de Habsbourg-Toscane (1868-1935), qui renonce à tous ses titres et prit le nom de Léopold Wolfling pour épouser, en 1903, Wilhelmine Abramovic (divorce en 1907). En 1907, il épousa Marie Ritter (divorce en 1933). En 1933, il épouse Claire Pawlowska. Il meurt sans enfants.
- Louise-Antoinette de Habsbourg-Toscane (1870-1947), elle épouse Frédéric-Auguste III, roi de Saxe (1865-1931), dont elle divorça en 1903. En 1907, elle épouse Enrico Toselli (1883-1926), dont elle divorce en 1912.
- Joseph-Ferdinand de Habsbourg-Toscane (1872-1942) (contracte deux unions morganatiques après la chute de la monarchie autrichienne),
- Pierre-Ferdinand de Habsbourg-Toscane (1874-1948), épouse en 1900 Marie-Christine de Bourbon-Siciles, dont postérité
- Henri-Ferdinand de Habsbourg-Toscane (1878-1969), épouse en 1919 Marie-Caroline Ludescher, dont postérité
- Anne de Habsbourg-Toscane (1879-1961), épouse en 1901 le prince Jean de Hohenlohe-Bartenstein (1863-1921)
- Margaretha de Habsbourg-Toscane (1881-1965)
- Germana de Habsbourg-Toscane (1884-1955)
- Robert Ferdinand de Habsbourg-Toscane (1885-1895)
- Agnès-Marie de Habsbourg-Toscane (1891-1945)

En 1870, Ferdinand renonça à tous les droits dynastiques sur le défunt Grand-Duché pour lui-même et ses futurs héritiers en faveur de son petit-cousin, l'empereur François-Joseph Ier, mettant ainsi fin au statut de branche cadette souveraine de la maison de Habsbourg-Toscane,.
Ferdinand est mort à Salzbourg en 1908, après avoir passé le reste de sa vie en exil. À sa mort, ses descendants ont été empêchés d'utiliser leurs titres toscans par décret impérial.
L'affirmation selon laquelle les ordres n'étaient plus conférés est correcte ; cependant, la première série de l'Almanach de Gotha attribuait parfois à tort le titre de grand maître de l'ordre de Saint-Étienne de Toscane et de l'ordre de Saint-Joseph de Toscane à certains descendants, et les mettait entre parenthèses pour indiquer qu'ils n'y avaient pas droit. D'autres publications parues en même temps que l'Almanach de Gotha, en particulier le Gothaisches Genealogisches Handbuch der Freiherrlichen Häuser, qui devint plus tard le Genealogisches Handbuch der Fürstlichen Häuser, ne firent jamais cette erreur et omirent correctement ces revendications infondées,.